# Miszewko Strzałkowskie
Miszewko Strzałkowskie (prononciation : [miˈʂɛfkɔ stʂau̯ˈkɔfskʲɛ]) est un village polonais de la gmina de Słupno dans le powiat de Płock de la voïvodie de Mazovie dans le centre-est de la Pologne.
Il se situe à environ 4 kilomètres au nord de Słupno (siège de la gmina), 11 kilomètres à l'est de Płock (siège du powiat) et à 86 kilomètres au nord-ouest de Varsovie (capitale de la Pologne).

## Histoire
De 1975 à 1998, le village appartenait administrativement à la voïvodie de Płock.